# Porcellio domesticus
Porcellio domesticus är en kräftdjursart som beskrevs av Fric [Fritsch 1872. Porcellio domesticus ingår i släktet Porcellio och familjen Porcellionidae. Inga underarter finns listade i Catalogue of Life.